# Museum Hof van Busleyden
El museo Hof van Busleyden es un museo en la ciudad belga de Malinas, ubicado en el hôtel particulier Hof van Busleyden. En este lugar se encontraba desde 1936 el Museo Municipal de Malinas, que desde 2018 pasó a llamarse museo Hof van Busleyden. Tras una profunda restauración, el museo reabrirá en la primavera de 2024 con una exposición permanente renovada, jardines reestructurados y nuevas exposiciones temporales.
El museo Hof van Busleyden destaca la ciudad de Malinas, sus habitantes y sus actividades durante la época borgoñona, cuando Malinas era la capital de los Países Bajos Borgoñones. La exposición permanente gira en torno al mundo de Jerónimo de Busleyden (ca. 1470-1517), gobernador de Margarita de Austria y el rico arte de los siglos xv y xvi. Las piezas más destacadas del museo incluyen una colección única de Besloten Hofjes (Jardines Cerrados) y el Códice Coral de Malinas de la colección de Margarita de Austria.

## Piezas destacadas

### Códice Coral de Margarita de Austria
El Códice Coral de Malinas es uno de los manuscritos musicales más bellos y mejor conservados que nos han llegado del siglo XVI. Probablemente fue realizado entre 1508 y 1519 en el taller malinense de Pierre Alamire (c. 1470-1536), un copista, cantante, músico, compositor y empresario. El encargo provino de la corte Borgoñona-Habsburgo, como lo demuestra, entre otros detalles, la miniatura inicial, que probablemente muestra al joven Carlos V en un trono adornado con el escudo de armas de Borgoña-Habsburgo, rodeado por sus hermanos.

### Madonna con Niño
Esta escultura religiosa de María Faydherbe fue adquirida por el fondo Léon Courtin-Marcelle Bouché, gestionado por la Fondation Roi Baudouin. María Faydherbe es la escultora más antigua de Europa conocida por su nombre, cuyo trabajo ha sido preservado.

### Pinturas
- Plechtige openingszitting van het Parlement van Mechelen onder Karel de Stoute, waarschijnlijk van Jan Coessaet
- Zie galerij hieronder

#### Galería

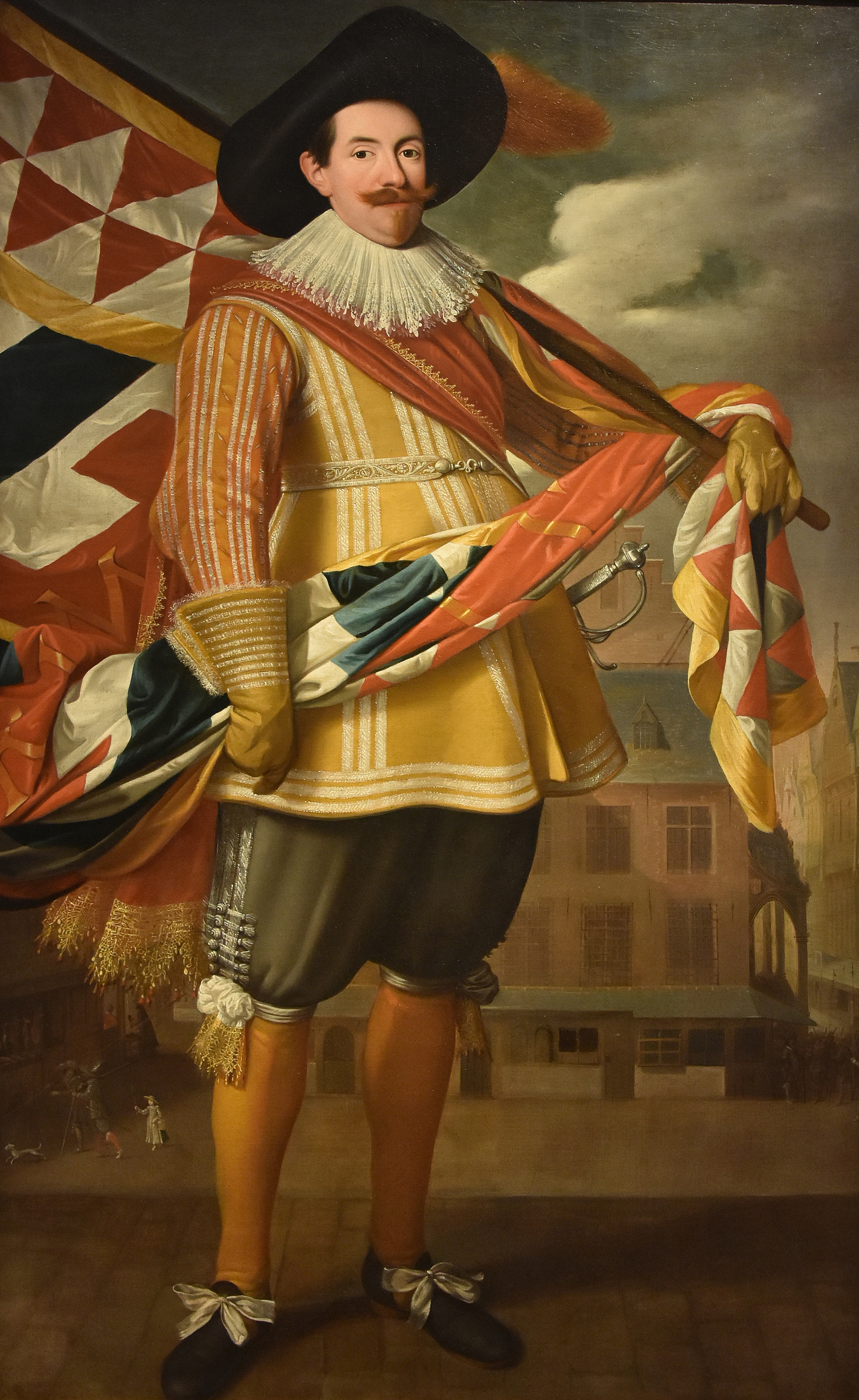
Retrato de Rombout Heyns, alférez del gremio de artilleros en 1580 por Jan Verhoeven
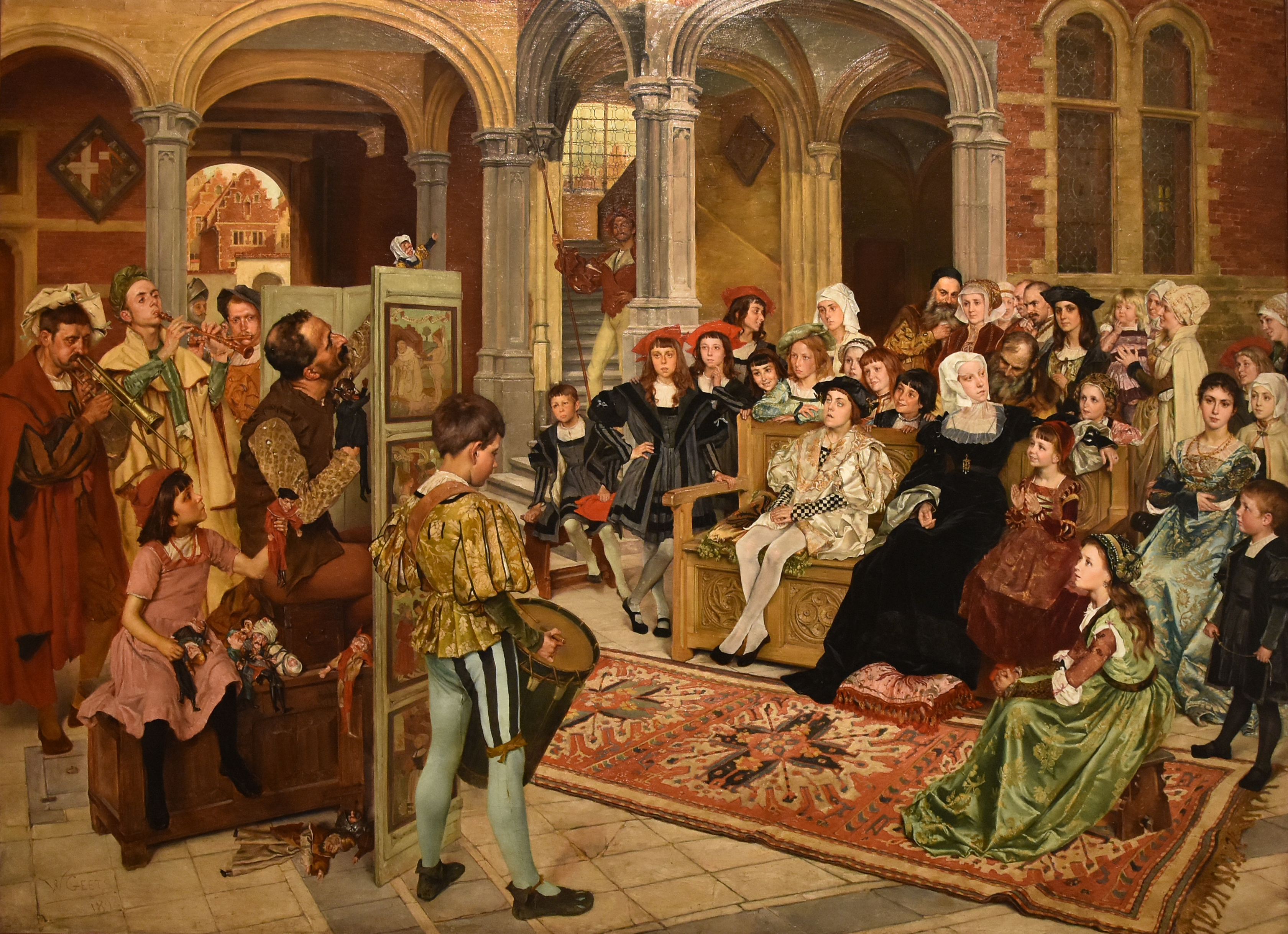
Espectáculo de marionetas en la corte de Margarita de Austria por Willem Geets
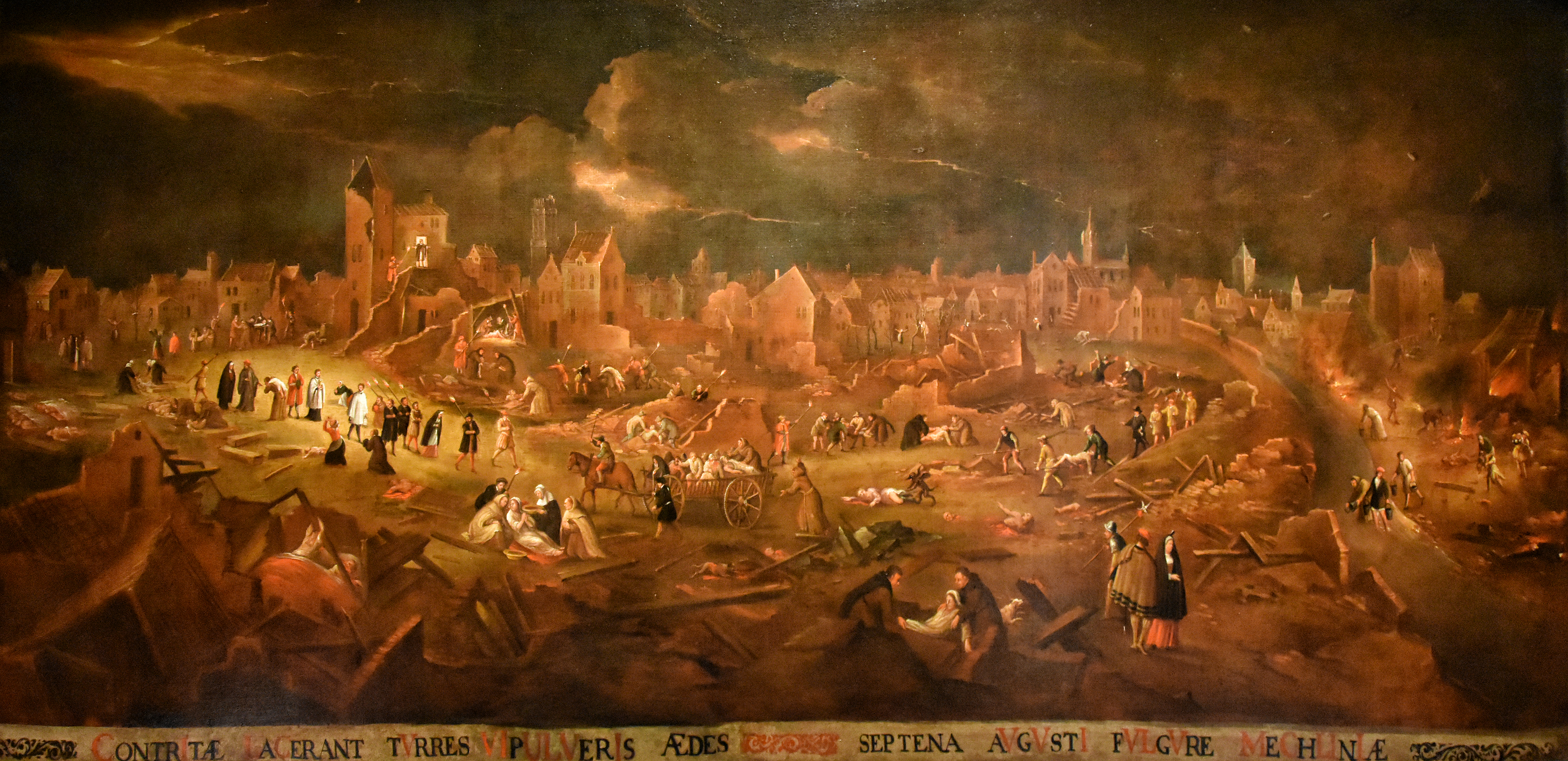
Explosión del Zandpoort de Jan Verhuyck
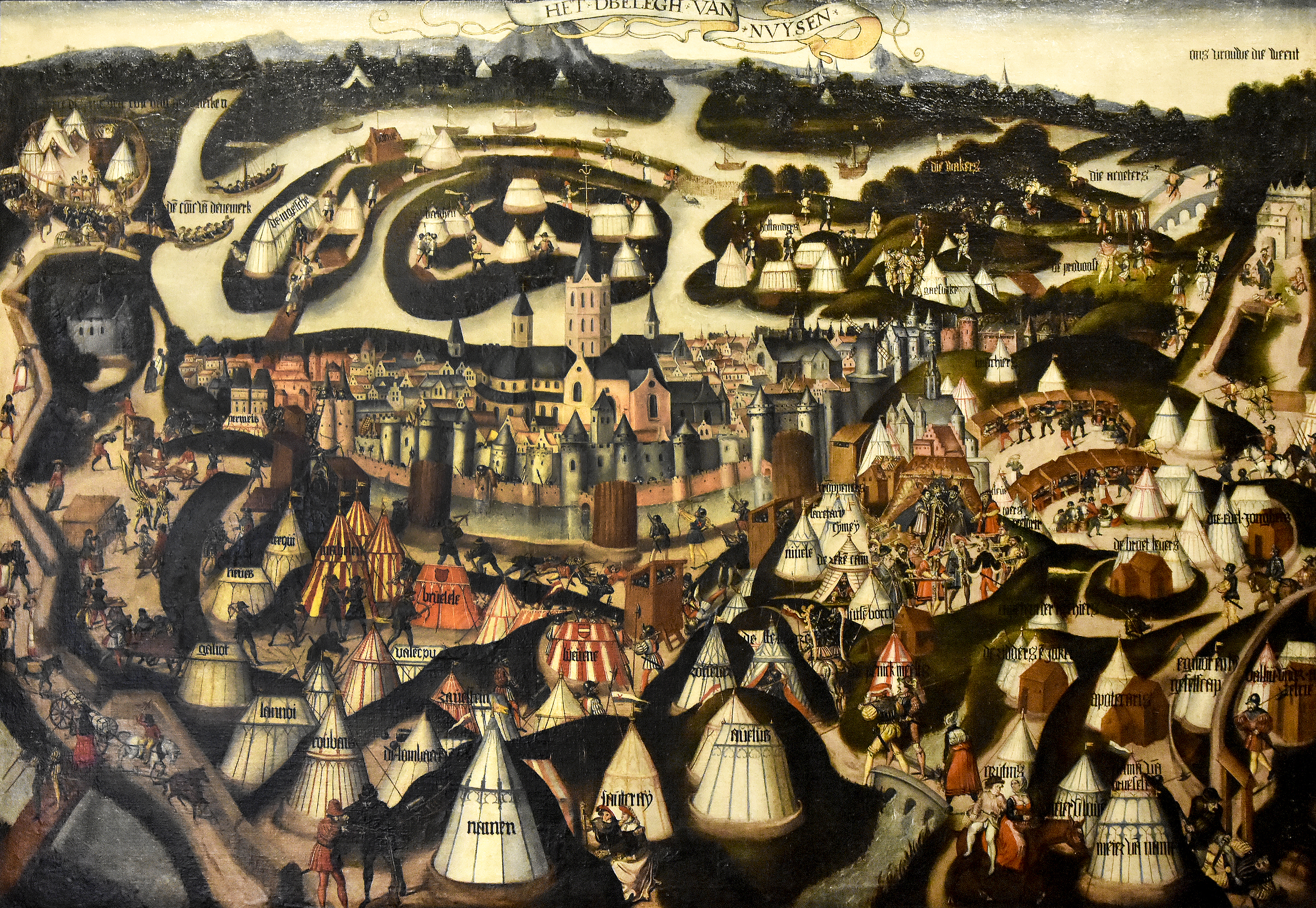
El campamento de Carlos el Temerario en el asedio de Neuss (1475) de Adriaen van den Houte
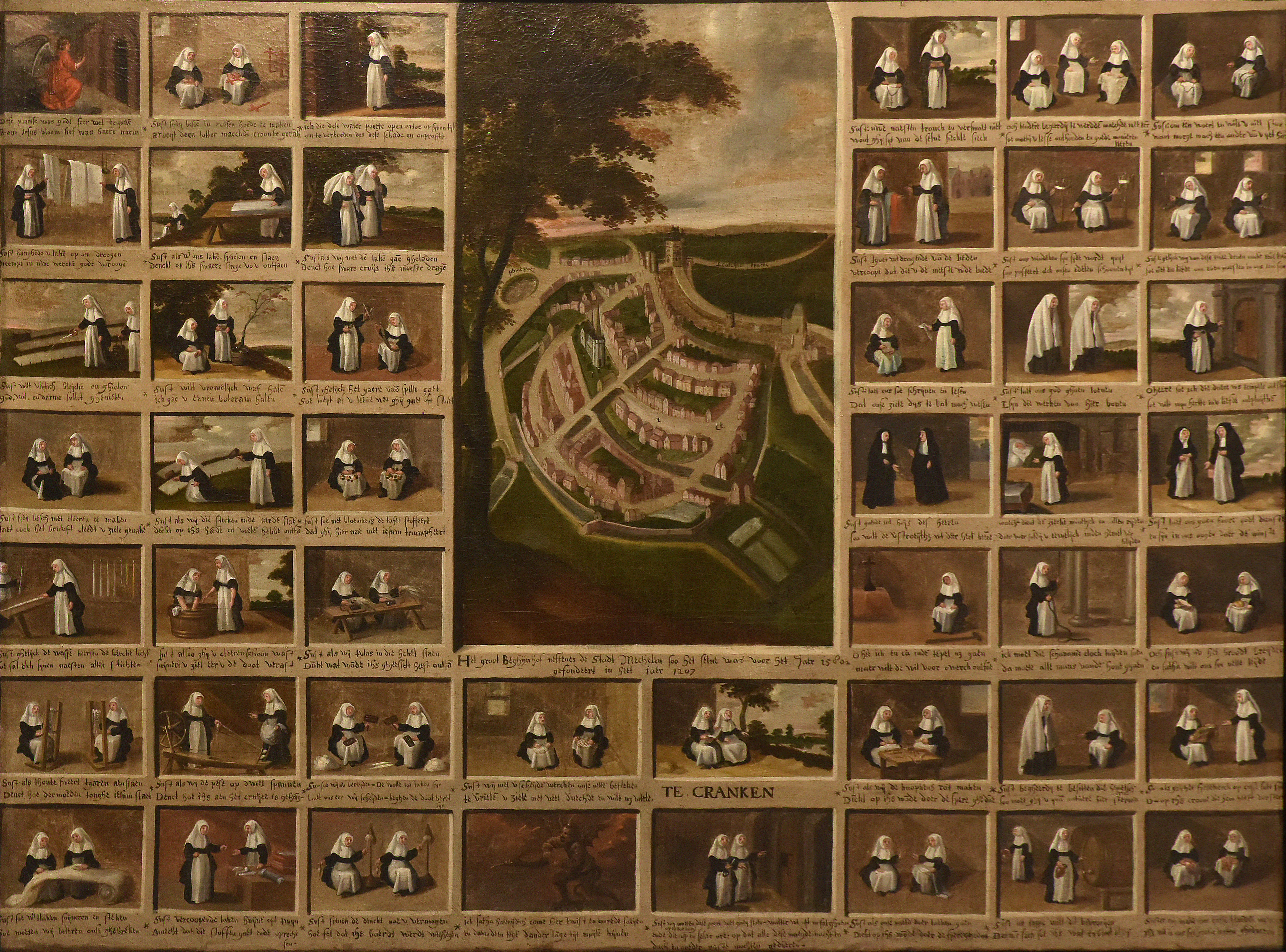
Actividades de las beguinas de Malinas (1578)

### Besloten hofjes (Jardines Cerrados)
El museo posee siete Besloten hofjes, una expresión de devoción del siglo XVI. Investigaciones recientes sugieren fuertemente que estas obras de arte fueron creadas más para las beguinas que por ellas. Estas piezas se encontraban en una condición frágil desde hace algún tiempo. Por ello, en 2014 se lanzó un proyecto de conservación y restauración. Este proyecto fue llevado a cabo por un equipo de diez conservadores-restauradores, cada uno especializado en diferentes materiales como textil, vidrio, papel y pergamino, madera, entre otros.
En octubre de 2014 comenzó la investigación preliminar para tres de los siete Besloten hofjes. Estas tres piezas fueron exhibidas en el otoño de 2016 en la exposición "En busca de Utopía: El sueño de Tomás Moro" en el Museum M de Lovaina. En 2017 se realizó un coloquio en el que los investigadores presentaron sus resultados, lo que llevó a una publicación académica. Desde 2018, los Besloten hofjes forman parte de la exposición permanente del museo.
La importancia de estos Besloten hofjes como patrimonio único de Malinas fue reconocida en 2012 cuando fueron incluidos en la lista de piezas maestras de Flandes. Esto significa que han sido declarados raros e imprescindibles, por lo que no pueden salir de Flandes sin autorización.

#### Galería con patios cerrados

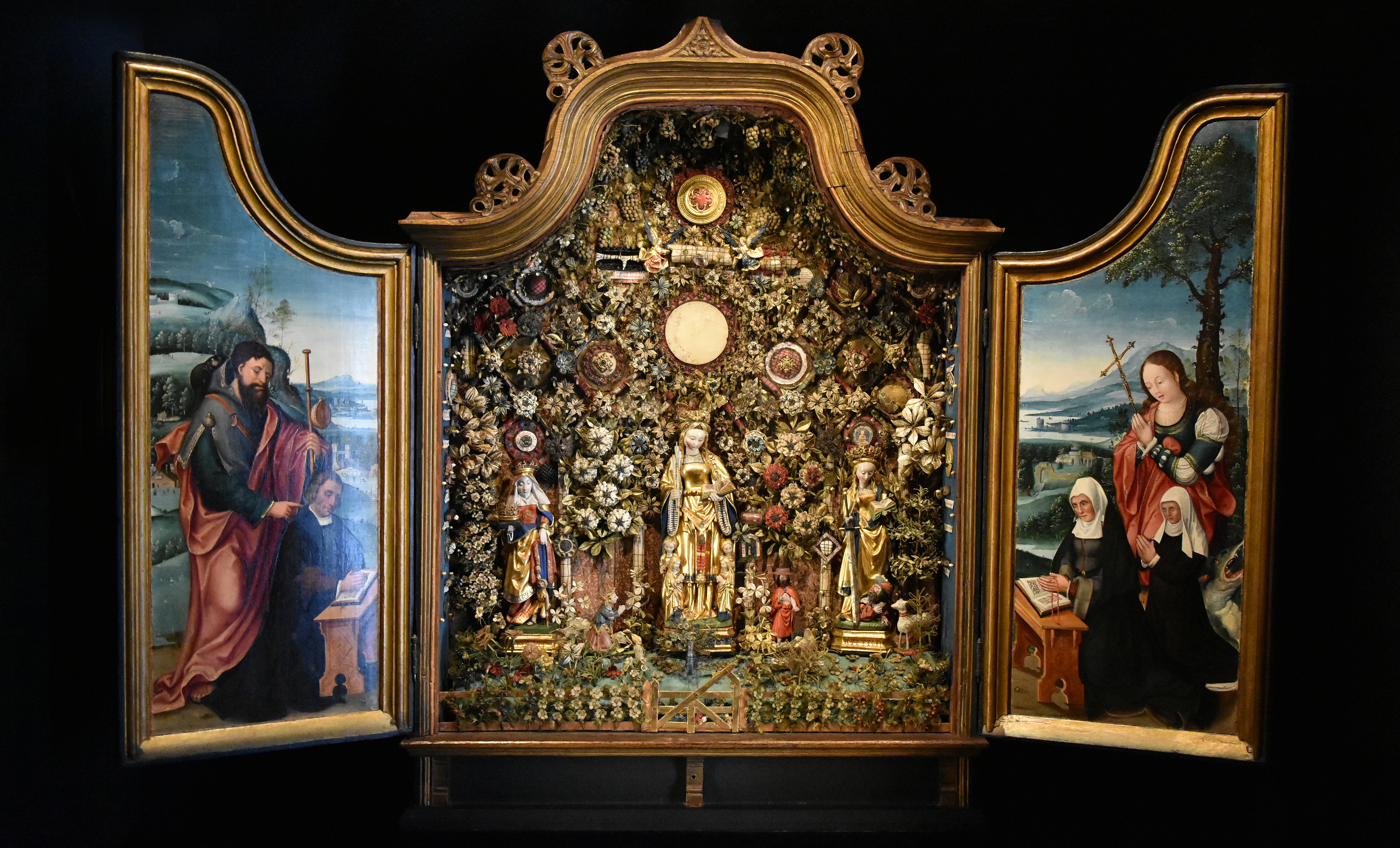
Patio cerrado con Santa Isabel, Úrsula y Catalina
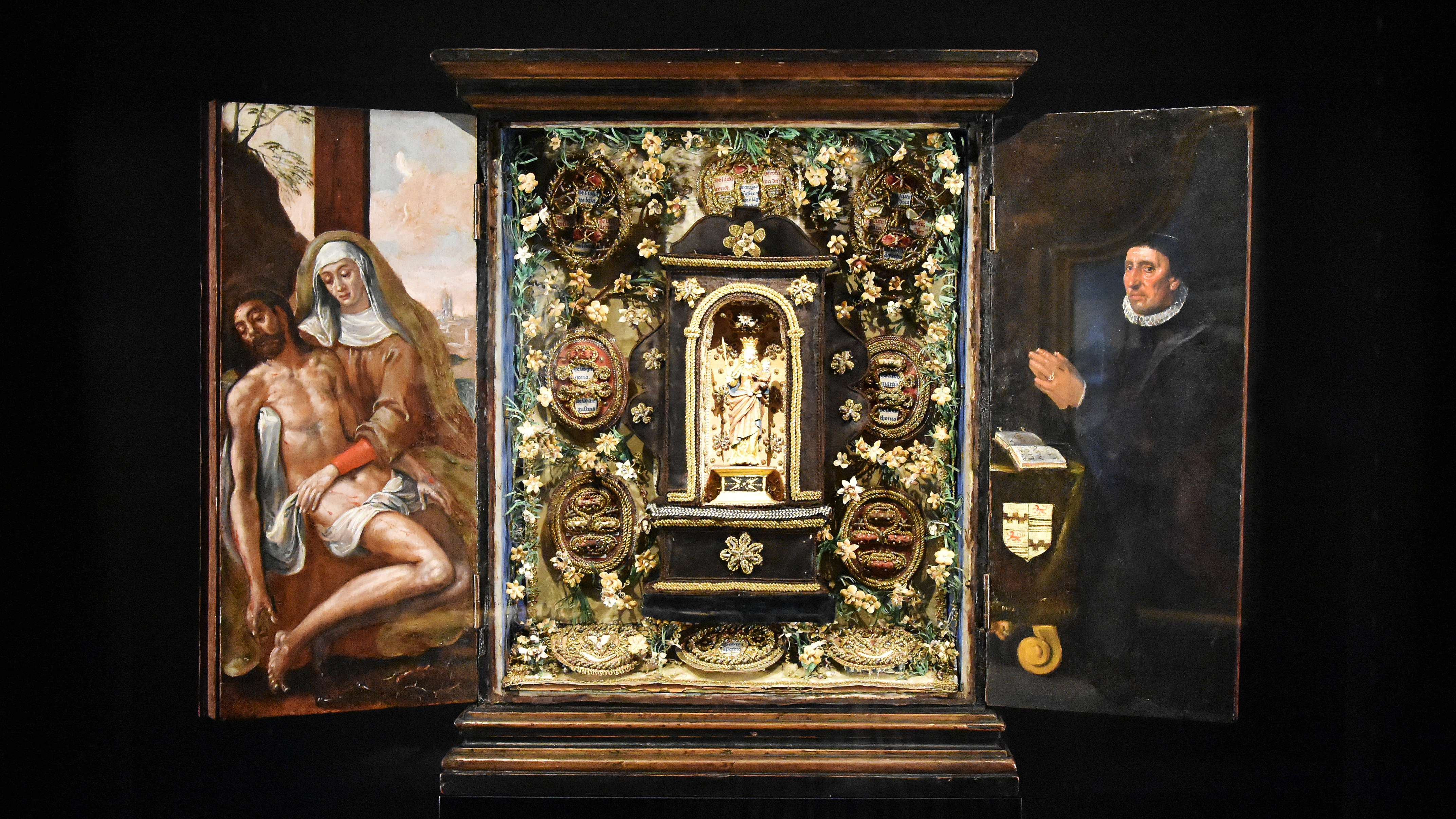
Patio cerrado con Virgen
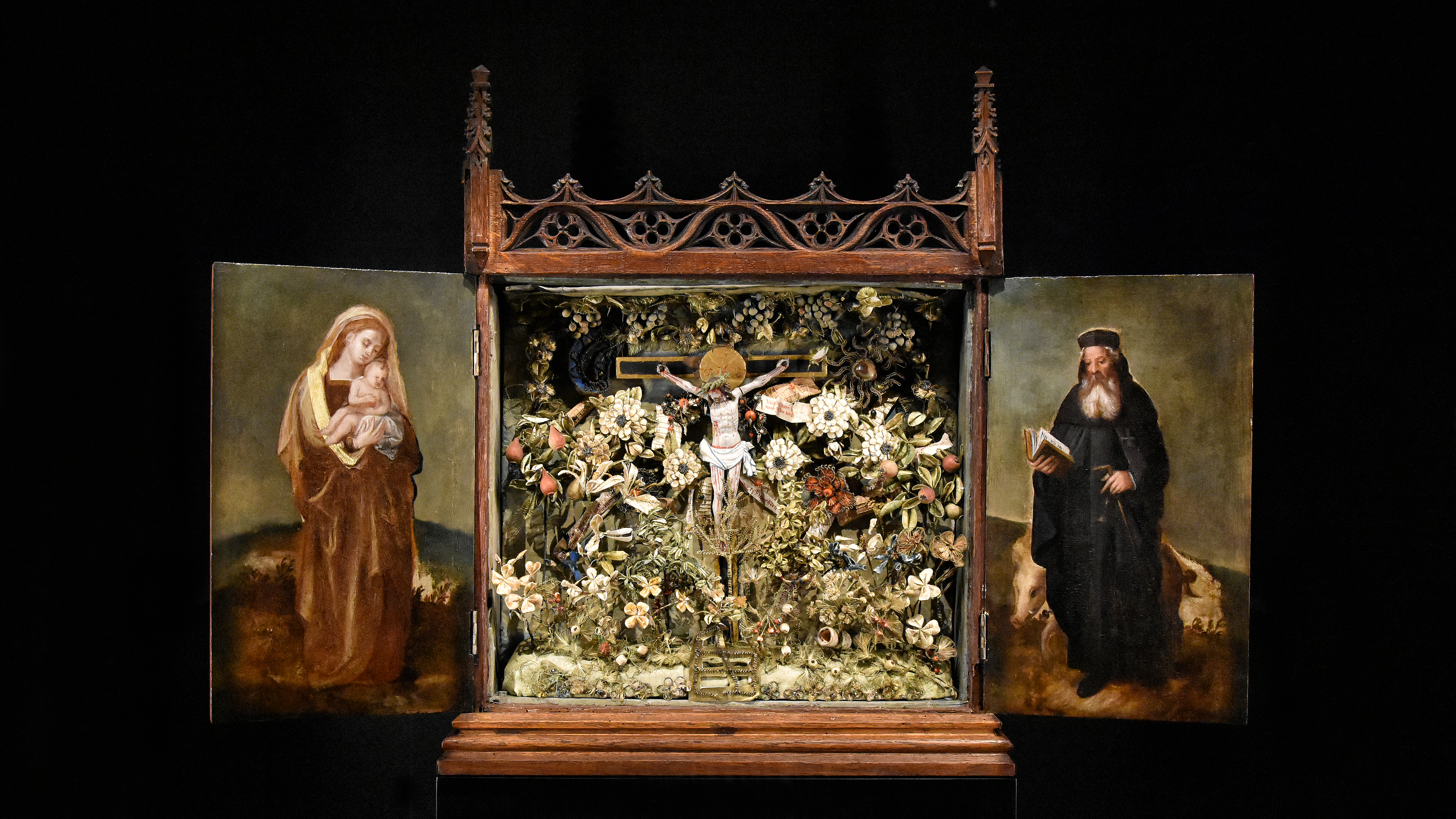
Patio cerrado con Calvario
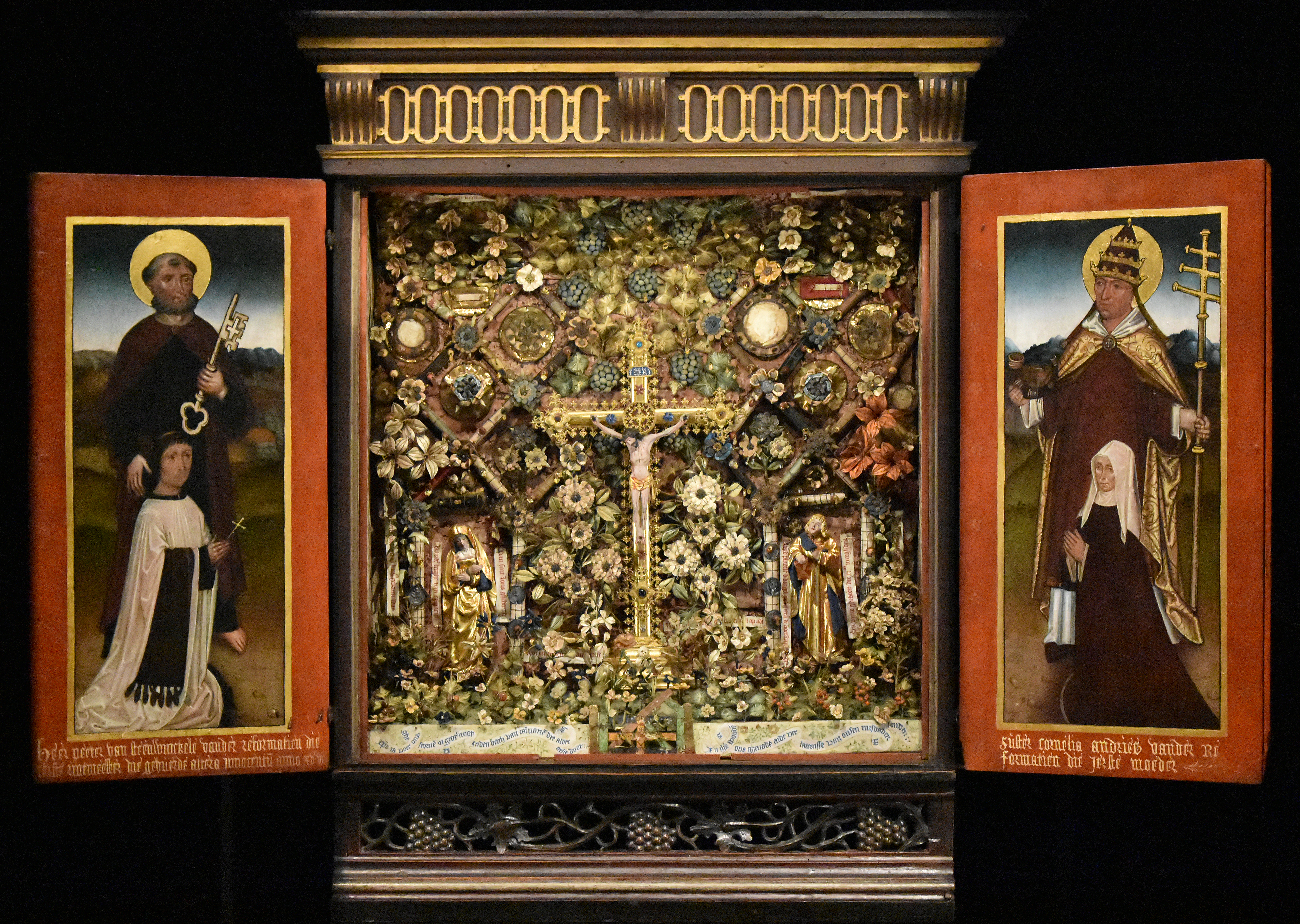
Patio cerrado con el Calvario, la Virgen María y Juan Bautista
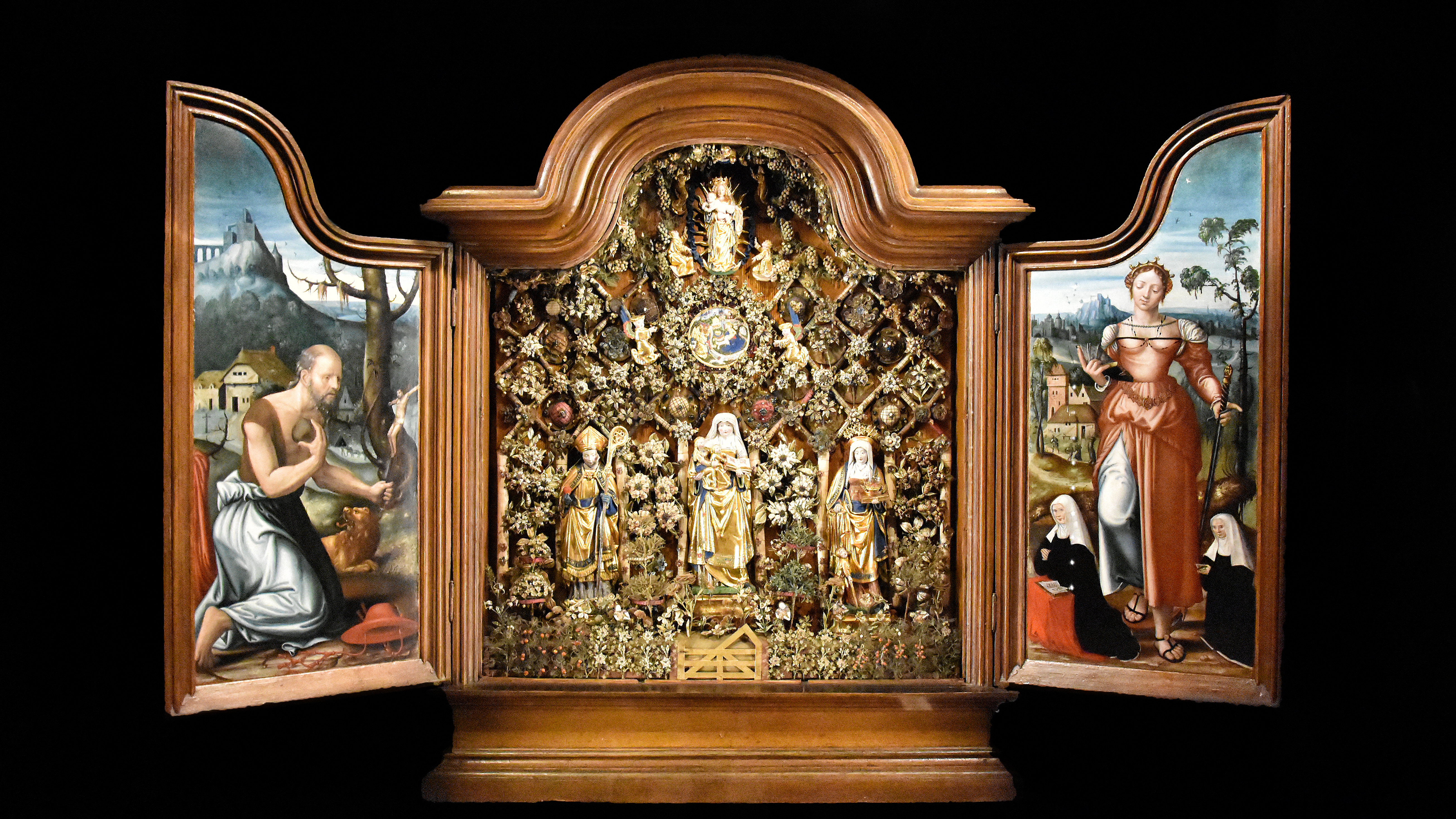
Detail
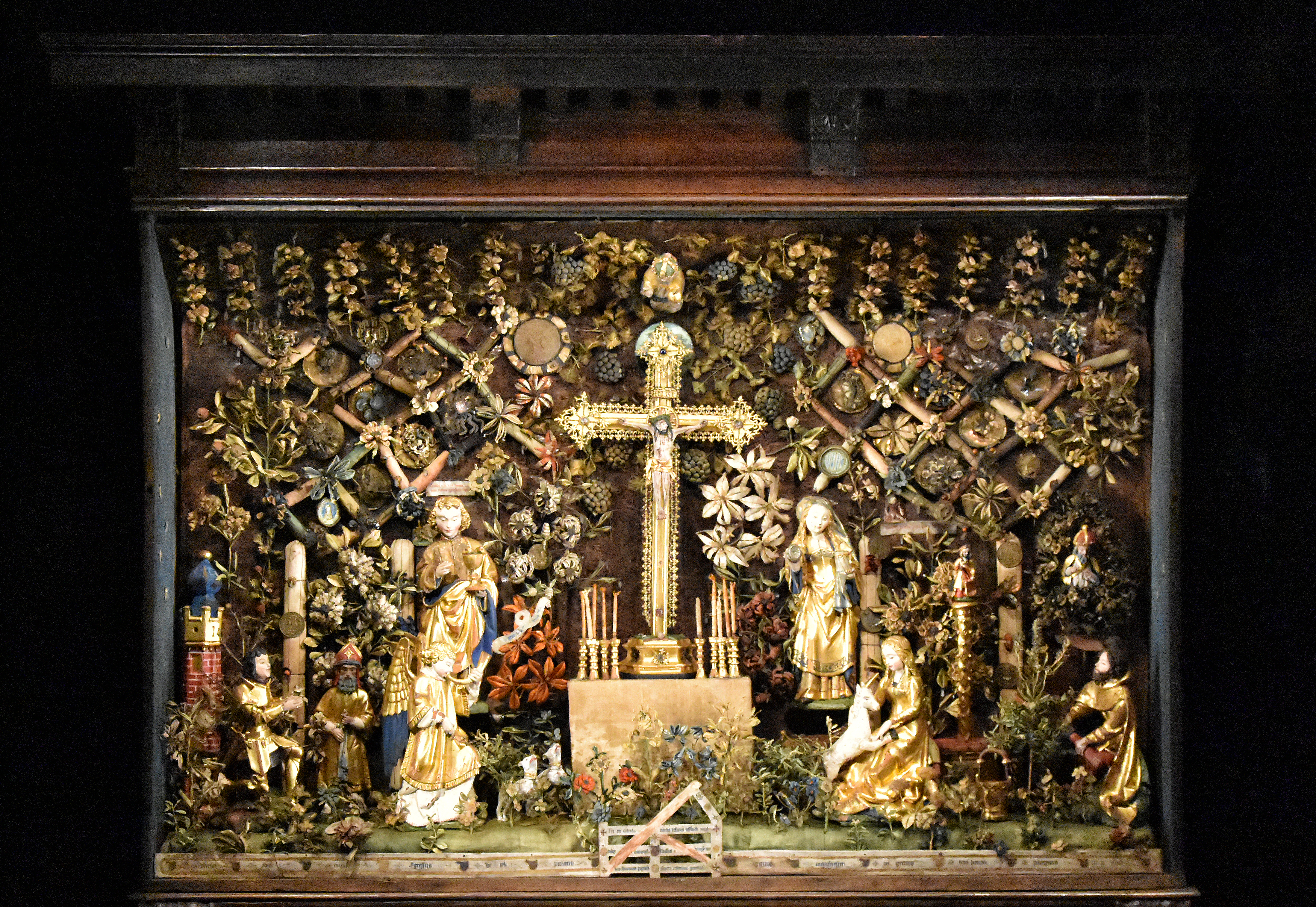
Patio cerrado con caballería y caza del unicornio

### Poupées de Malines (Muñecas de Malinas)
Malinas tuvo una floreciente producción artística cuando la ciudad se benefició de la política de centralización de los duques de Borgoña. Artistas como Conrad Meit, Jan Gossart, Gerard Horenbout y el pintor de la corte de Margarita, Bernard van Orley, fueron atraídos por la reputación de la Corte de Saboya.
A esta corriente de artistas se sumaron escultores, quienes elaboraron las Poupées de Malines (en neerlandés: "Muñecas de Malinas"), pequeñas esculturas de madera policromada producidas entre mediados del siglo XV y mediados del xvi. Estas figuras se integraron en los Besloten hofjes y, al mismo tiempo, se convirtieron en un codiciado producto de exportación, siendo comerciadas en España, India, Filipinas y Sudamérica.

#### Galería

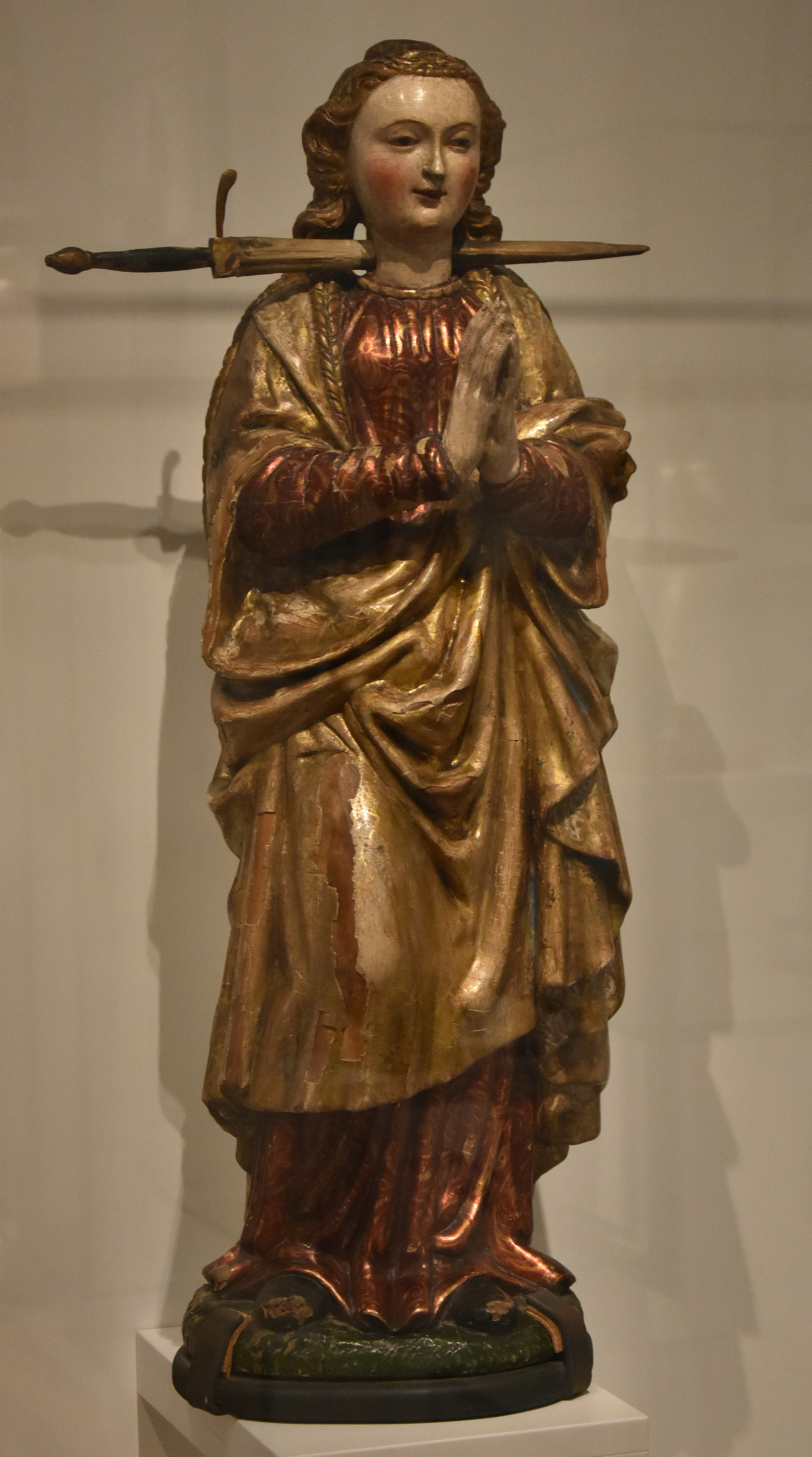
Santa Lucía de Siracusa
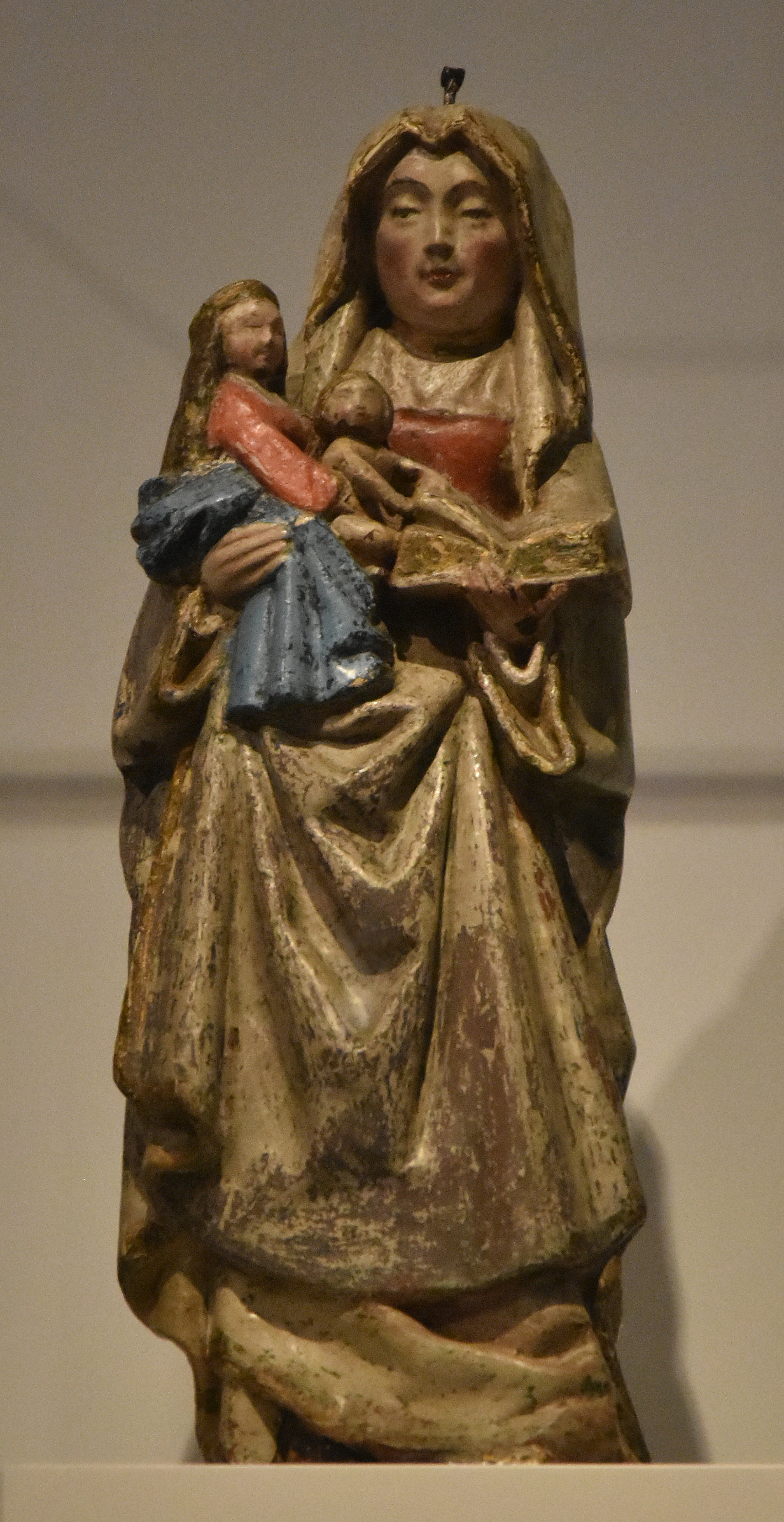
Santa Ana y la Virgen
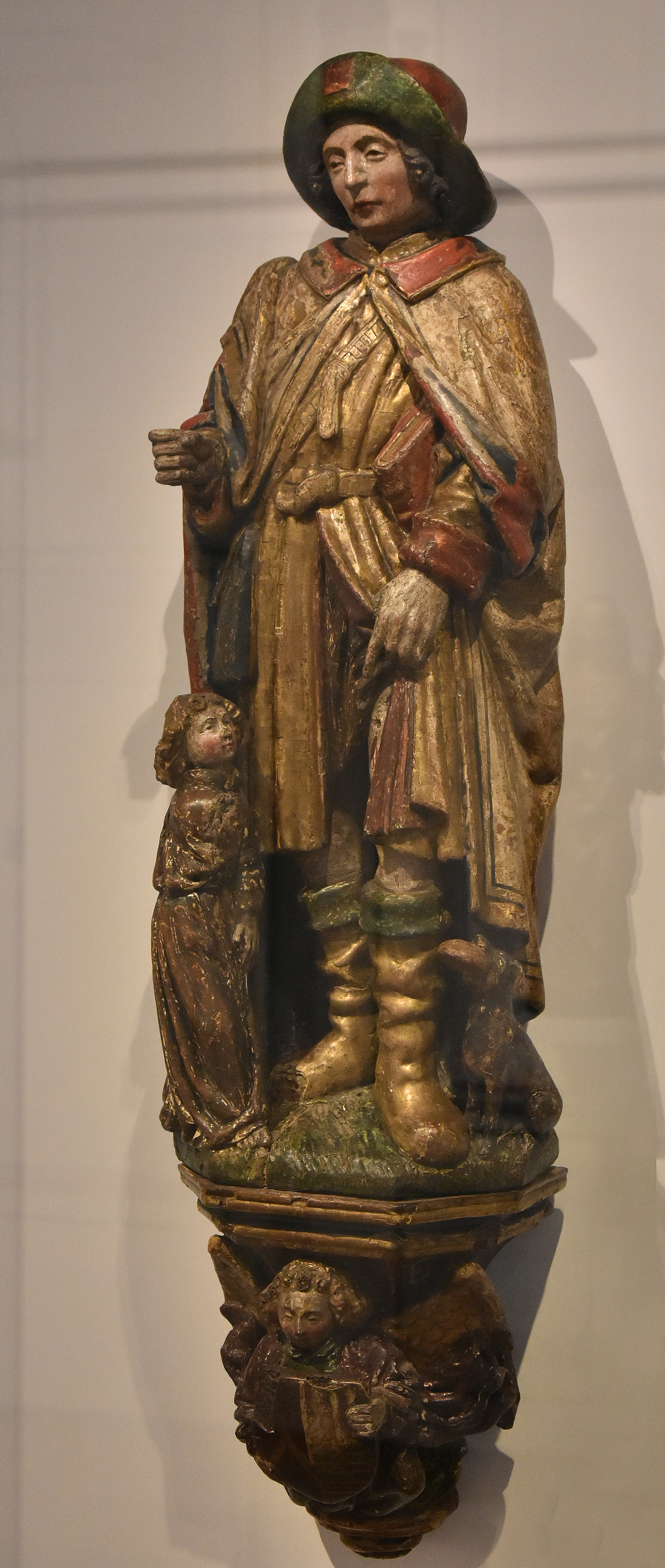
San Roque
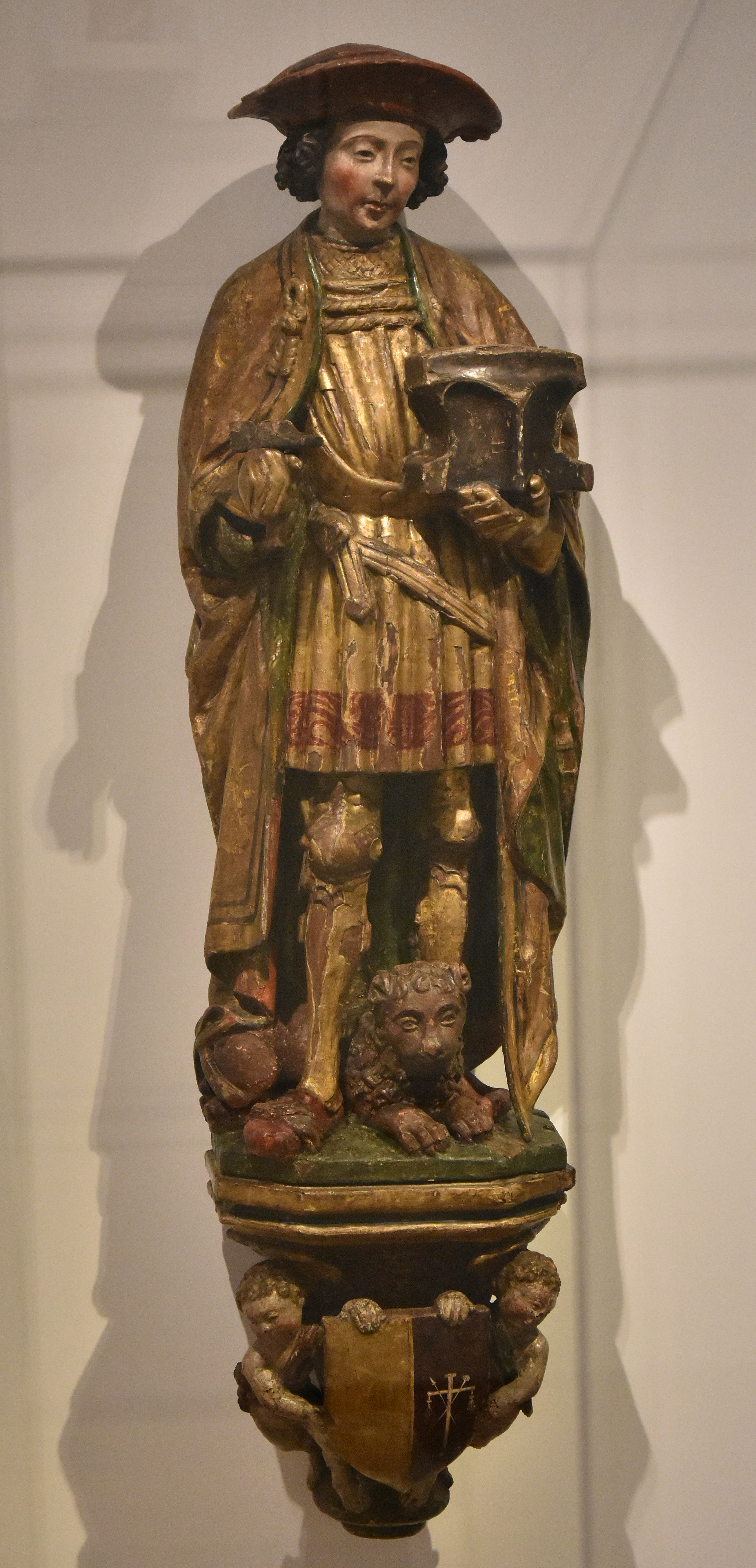
San Adriano
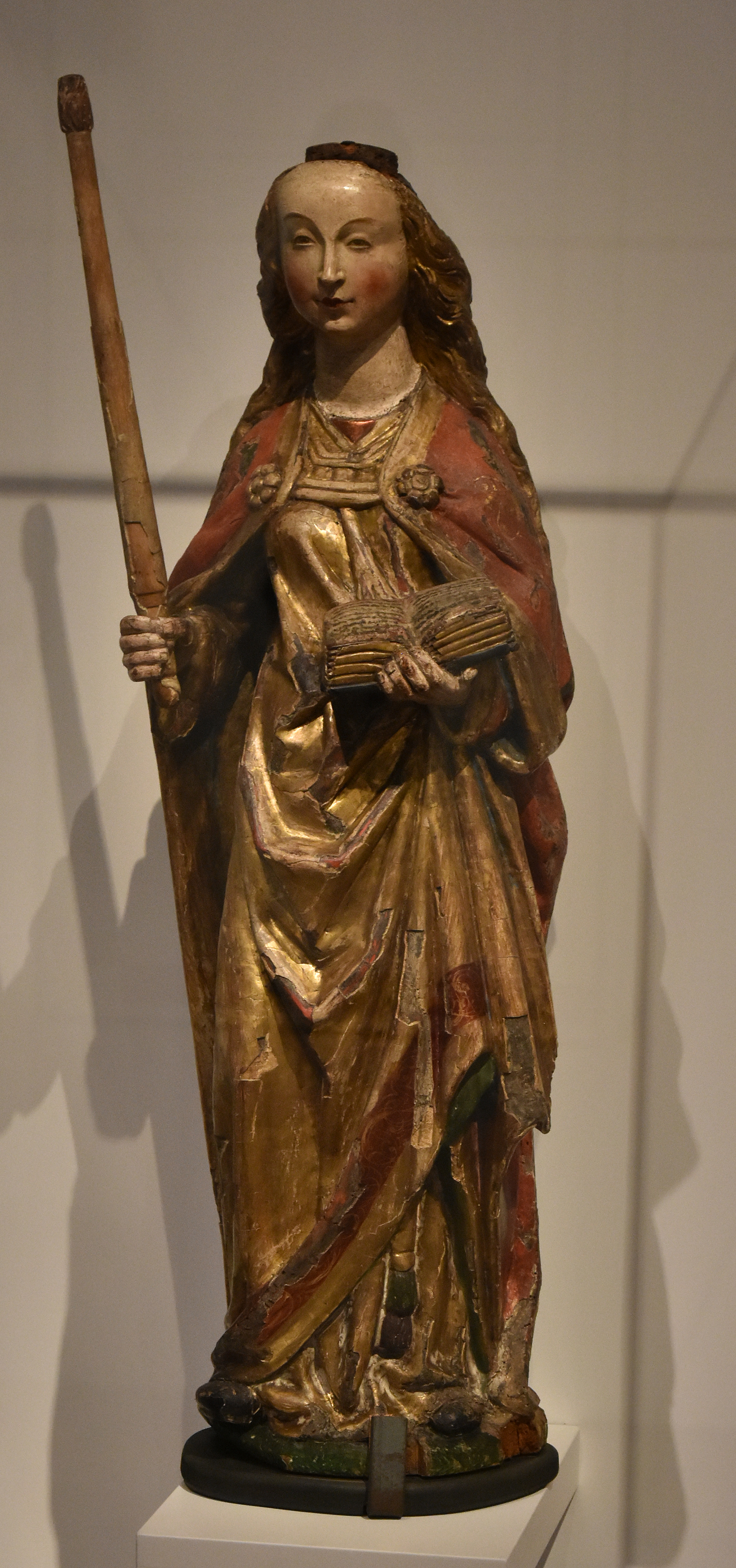
Santa Genoveva de París

#### Galería de libros

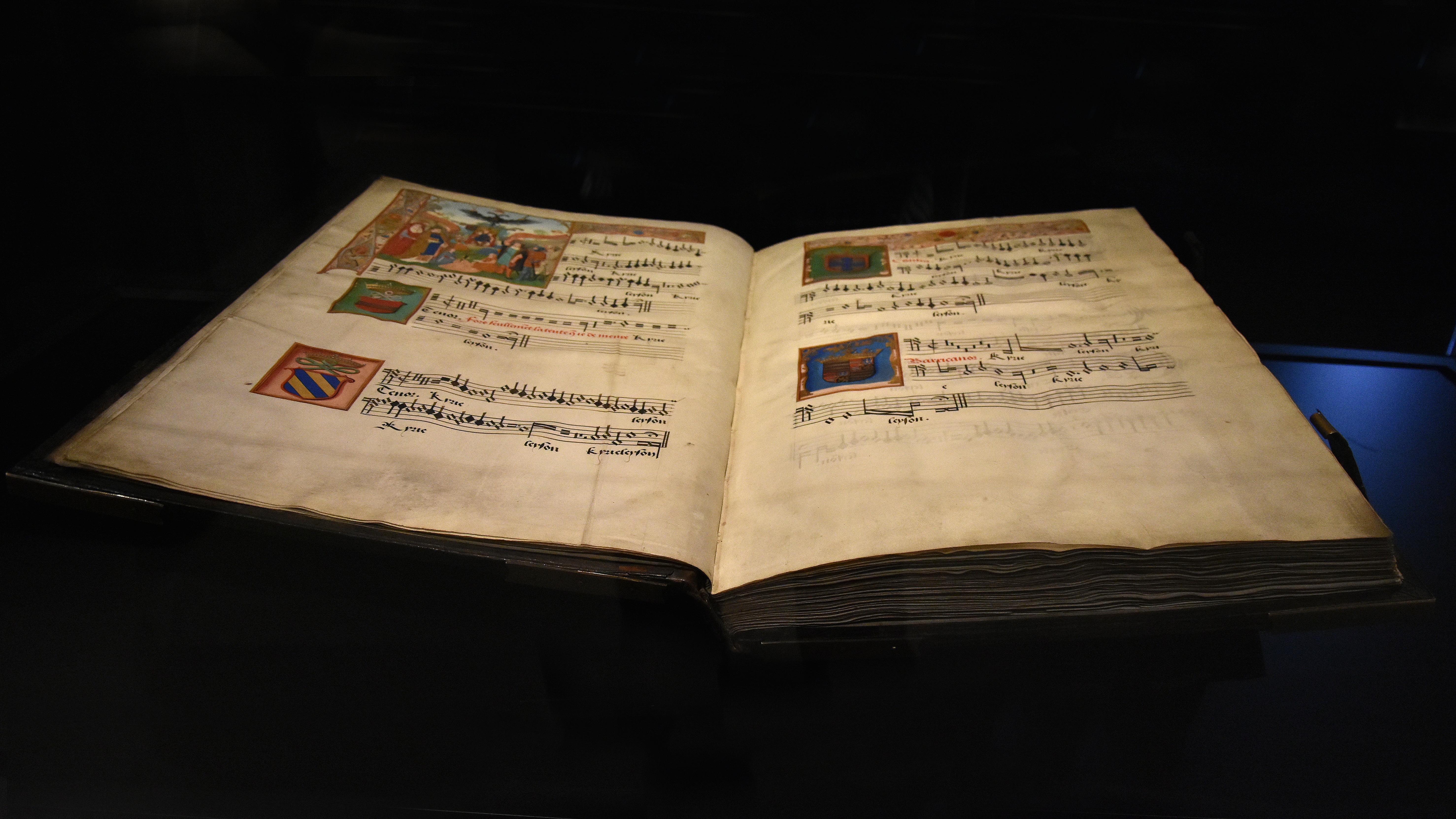
Libro de coro de Margarita de Austria (1515) del taller de Pierre Alamire
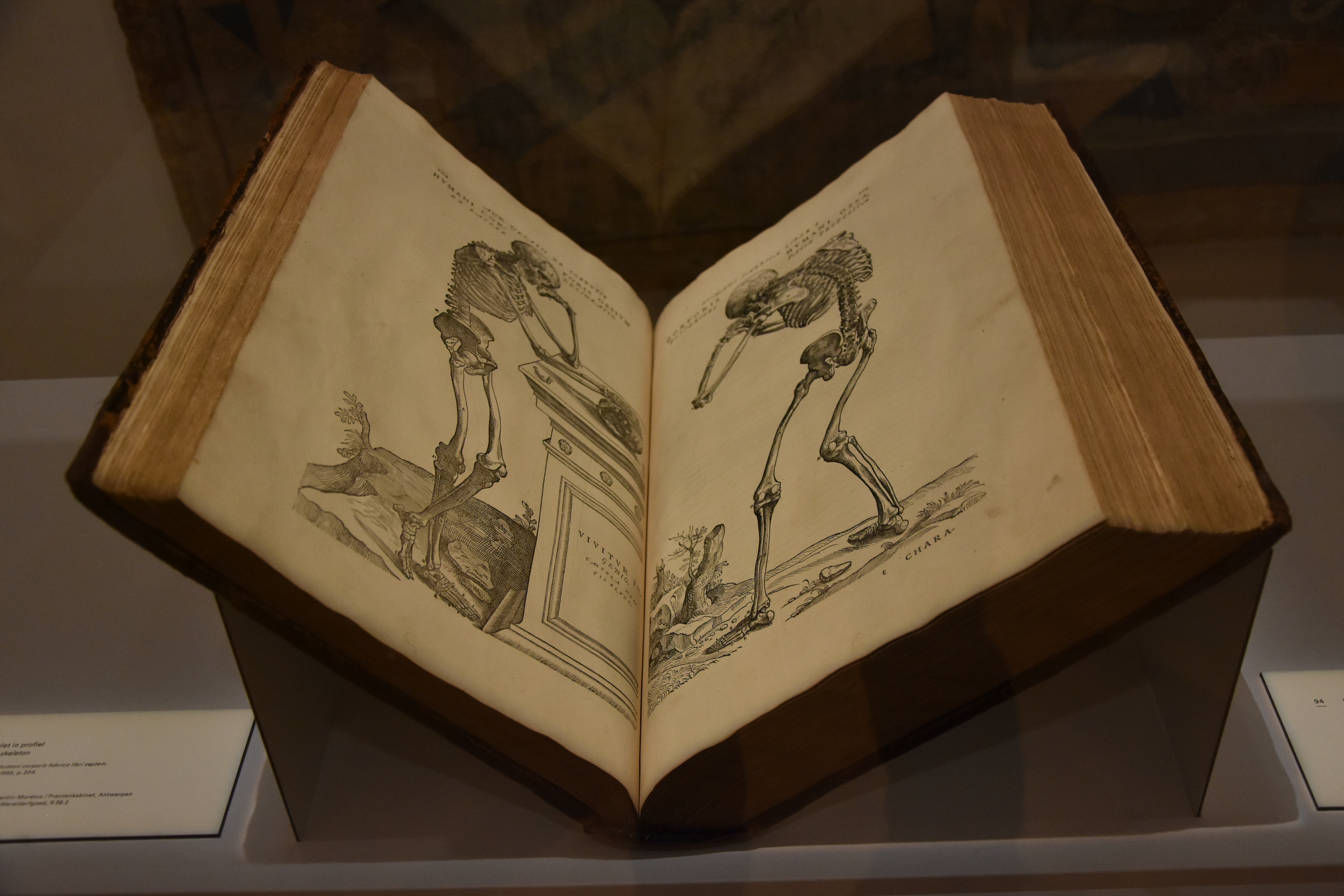
De humani corporis fabrica libri septem de Andreas Vesalius
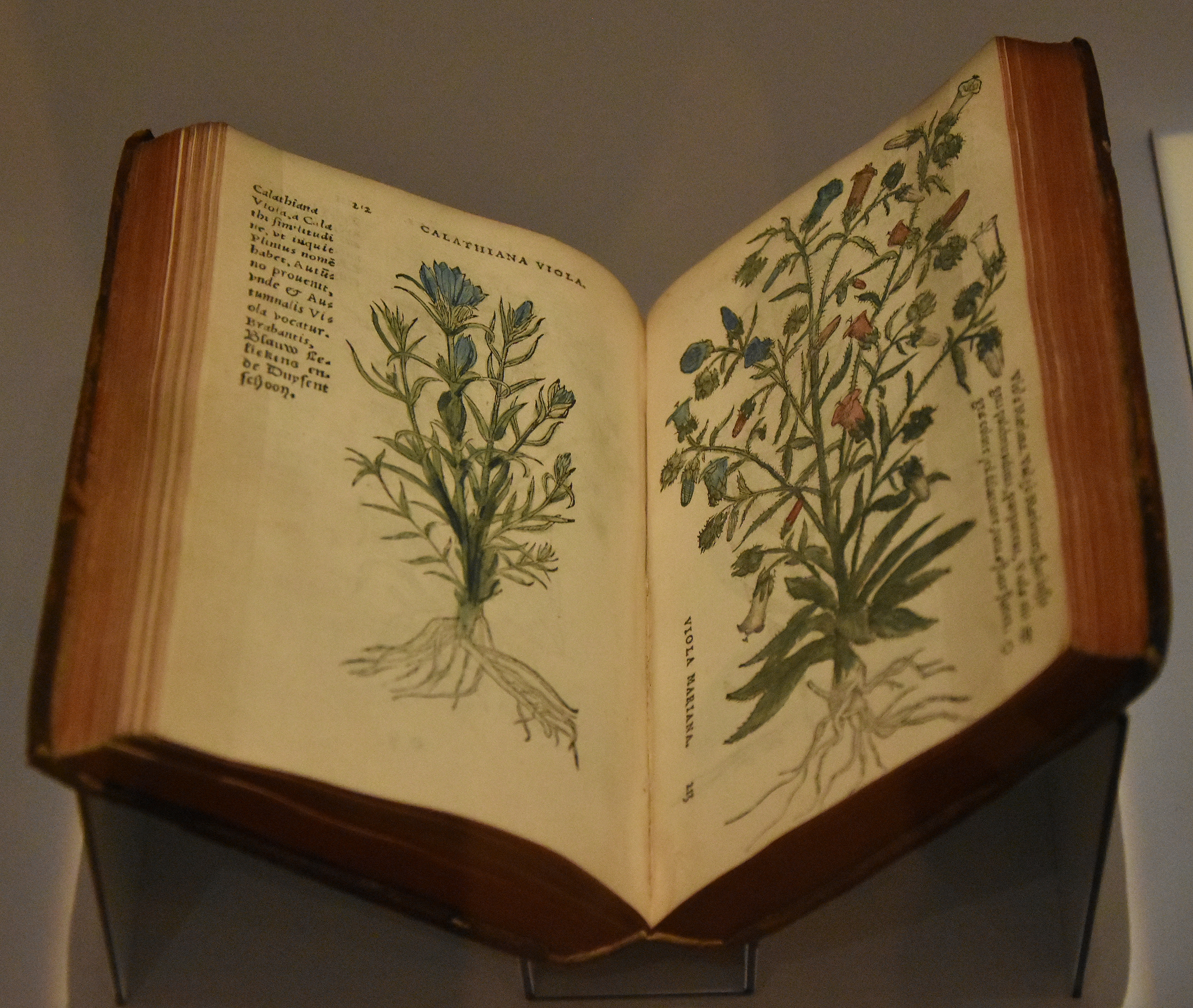
Cruydeboeck de Rembert Dodoens en 1554
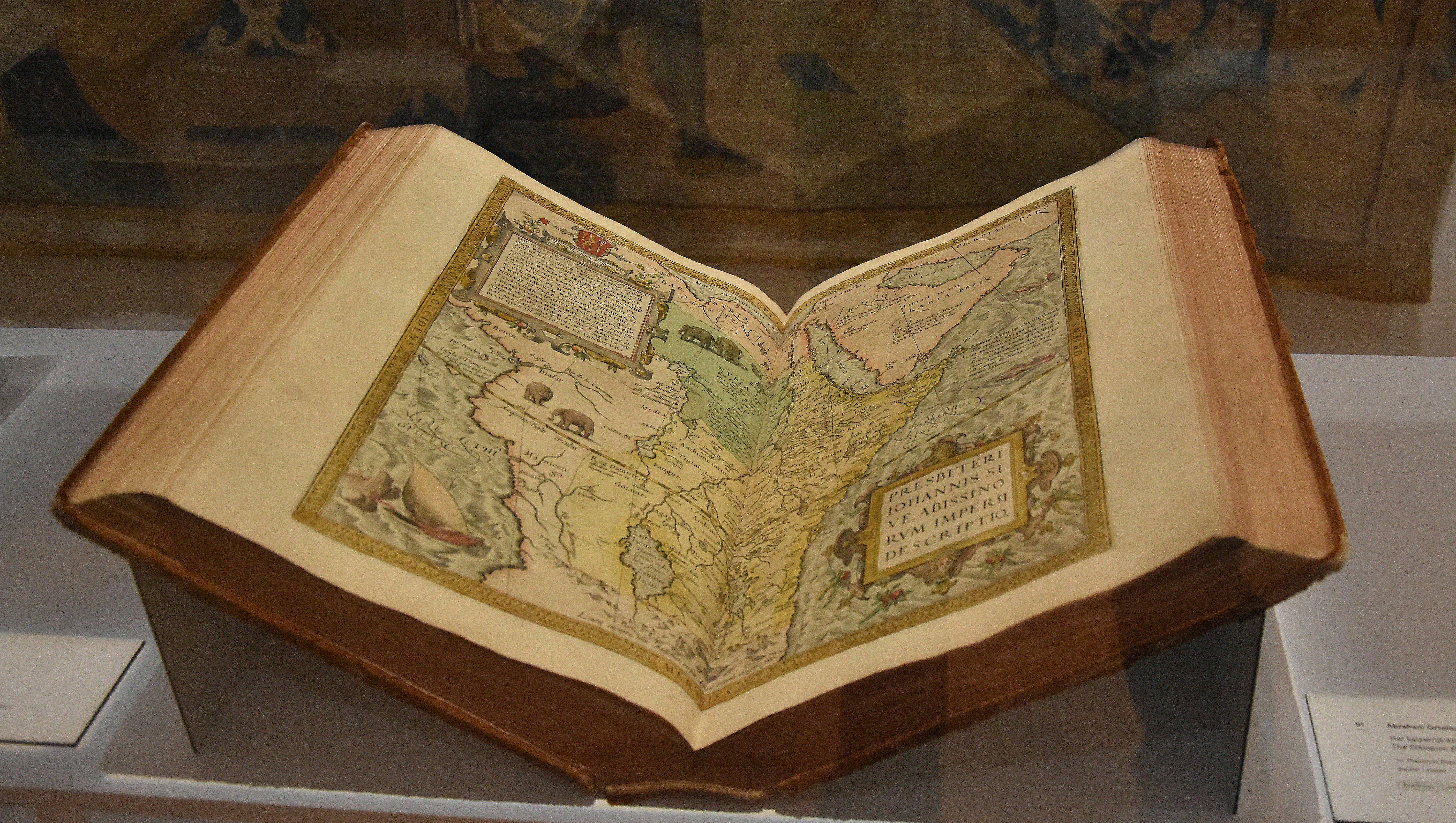
Het keizerrijk Ethiopië de Abraham Ortelius en Theatri orbis terrarum parergon

### Beiaard(school) (Escuela de Carillón)
En la torre del Hof van Busleyden se encuentra el carillón de práctica de la Escuela de Carillón Jef Denyn, con un peso total de 2.541 kg. Sus 49 campanas, que en conjunto pesan 420 kg, fueron fundidas en 1953 por Marcel Michiels Jr. en Tournai (Doornik). En 2023, la torre del carillón fue completamente restaurada.
Como parte de las obras de expansión y renovación del Museum Hof van Busleyden, hubo planes para dar un nuevo uso a la casa de la esquina, donde la Escuela de Carillón había estado ubicada desde 1947. Actualmente, este espacio funciona como la cafetería del museo.